# Roodkeelbijeneter
De roodkeelbijeneter (Merops bulocki) is een vogel uit de familie Meropidae (Bijeneters). De vogel komt voor in een brede strook in Sub-Saharisch Afrika tot bij de evenaar.

## Herkenning
Deze bijeneter is gemiddeld 22 cm lang en weegt 21 tot 28 g. Van boven is de vogel groen, naar de nek toe gaat dit groen geleidelijk over in roodbruin. Door het oog loopt een brede zwarte oogstreep, daaronder is de keel scharlakenrood, de borst en buik zijn licht okerkleurig; de onderkant van de buik en onderstaartdekveren zijn blauw. In Nigeria heeft 1% van de populatie een geel gekleurde (in plaats van rode) keel. De ondersoort  M. b. frenatus heeft blauw op de kop, boven de zwarte oogstreep.

## Verspreiding en leefgebied
De soort komt voor in de Sahelzone en telt twee ondersoorten:
- M. b. bulocki: van Senegal en Gambia tot de Centraal-Afrikaanse Republiek.
- M. b. frenatus: van zuidelijk Soedan en westelijk Ethiopië tot noordoostelijk Congo-Kinshasa en noordelijk Oeganda.

Het leefgebied bestaat uit bossavanne waardoor rivieren en geulen lopen, verder andere half open landschappen met grote bomen. De vogel broedt in kolonies van 5 tot 50 paar in oeverwallen van klei en zand of nabij klippen.

## Status
De grootte van de wereldpopulatie is niet gekwantificeerd. Plaatselijk in geschikt leefgebied is de vogel algemeen en men veronderstelt dat de soort in aantal stabiel is. Om deze redenen staat de roodkeelbijeneter als niet bedreigd op de Rode Lijst van de IUCN.